# Amelia Andersdotter
Anna Amelia Matilda Katarina Andersdotter (født 30. august 1987) var fra 2011 til 2014 svensk medlem af Europa-Parlamentet, valgt for Piratpartiet (indgik i parlamentsgruppen G-EFA).
Andersdotter studerede økonomi ved Universitetet i Lund før hun blev medlem af Europa-Parlamentet.